# William W. Johnstone
William Wallace Johnstone, född 28 oktober 1938, död 8 februari 2004, var en amerikansk författare som skrev uppemot 200 böcker, de flesta i Vilda västern-genren, under sin karriär. Han skrev två böcker under pseudonymen William Mason. Fram till sin död bodde han i Shreveport i Louisiana i USA.

## Biografi
Johnstone var det yngsta av fyra syskon när han växte upp i södra Missouri. Hans far arbetade som präst och hans mor som lärare. När han var femton år hoppade han av skolan och sysselsatte sig med att arbeta på en karneval, som vicesheriff, soldat och senare i radiobranschen i 16 år.
Johnstone påbörjade sin författarkarriär 1970 men det var inte förrän 1979 som hans första bok (The Devil's Kiss) publicerades. 1980 började han försörja sig på sin skrivarkonst. Han skrev nästan 200 böcker i flera olika genrer, bland annat Vilda västern, spänning och skräck. Hans största publicerade serier var Mountain Man, The First Mountain Man, Ashes och Eagles. Hans egen personliga favoritbok, som han själv skrivit, var The Last of the Dog Team (1980).
Huruvida Johnstone fortfarande var vid liv debatterades vid flera tillfällen på forumet på hans egen webbplats. Inga officiella uttalanden gjordes förrän i boken Last Gunfighter: Devil's Legion (2006) där det finns ett uttalande som berättar att Johnstone har avlidit och att en "noga utvald" författare ska föra hans arv vidare och fortsätta skrivandet på bokserierna. Den utvalda författaren är brorsonen James A. Johnstone.